# Àcid gras
Un àcid gras és un tipus de molècula orgànica lipídica formada per una llarga cadena hidrocarbonada lineal, normalment formada per un nombre parell d'àtoms de carboni (els més comuns tenen 16 i 18 àtoms de C), a l'extrem de la qual hi ha un grup carboxil (-COOH). Cada àtom de carboni s'uneix al següent i al precedent per mitjà d'un enllaç covalent senzill. La fórmula bàsica d'una molècula d'àcid gras saturat és CH₃–(CH₂)n–COOH. A l'àtom del seu extrem li queden lliures tres enllaços que són ocupats per àtoms d'hidrogen (H₃C-). Els altres àtoms tenen lliures dos enllaços, que són ocupats igualment per àtoms d'hidrogen (...-CH₂-CH₂-CH₂...).

Molècula d'àcid esteàric, un àcid gras saturat

La mateixa molècula representada de manera esquemàtica i amb el grup carboxil dissociat

En general (tot i que de vegades no), podem escriure un àcid gras genèric com R-COOH, on R és la cadena hidrocarbonada que identifica l'àcid en particular.
Els àcids grassos són els components d'alguns lípids com els greixos (triacilglicerols), on l'extrem de la molècula on es troba el grup carboxil (-COOH), és el que es combina amb un dels grups hidroxils (-OH) de la glicerina (més correctament propanotriol), reaccionant amb ell per esterificació i formant aigua.

## Nomenclatura

### Numeració dels àtoms de carboni

Numeració dels àtoms de carboni. Els números sistemàtics (IUPAC) C-x estan en blau. Les etiquetes "omega−" "ω−x" estan en vermell. Les etiquetes de les lletres gregues estan en verd. Tingueu en compte que els àcids grassos insaturats amb una configuració cis estan en realitat "torsionats" en lloc de rectes com es mostra aquí.

La majoria dels àcids grassos naturals tenen una cadena no ramificada d'àtoms de carboni, amb un grup carboxil (–COOH) en un extrem i un grup metil (–CH3) a l'altre extrem.
La posició de cada àtom de carboni a la columna vertebral d'un àcid gras s'indica normalment començant a comptar des de l'extrem –COOH. El número de carboni x sovint s'abreuja C-x (o de vegades Cx), amb x = 1, 2, 3, etc. Aquest és l'esquema de numeració recomanat per la IUPAC.
Una altra convenció utilitza lletres de l'alfabet grec en seqüència, començant amb el primer carboni després del grup carboxil. Així, el carboni α (alfa) és C-2, el carboni β (beta) és C-3, i així successivament.
Encara que els àcids grassos poden ser de longituds diverses, en aquesta segona convenció l'últim carboni de la cadena sempre s'etiqueta com a ω (omega), que és l'última lletra de l'alfabet grec. Una tercera convenció de numeració compta els carbonis des d'aquest extrem, utilitzant les etiquetes "ω", "ω−1", "ω−2". Alternativament, l'etiqueta "ω−x" s'escriu "n−x", on la "n" vol representar el nombre de carbonis de la cadena.
En qualsevol dels dos esquemes de numeració, la posició d'un doble enllaç en una cadena d'àcids grassos sempre s'especifica donant l'etiqueta del carboni més proper a l'extrem del carboxil. Així, en un àcid gras de 18 carbonis, es diu que un doble enllaç entre C-12 (o ω−6) i C-13 (o ω−5) està situat a la posició C-12 o bé ω−6. La denominació IUPAC de l'àcid, com ara "àcid octadec-12-enoic" (o la variant més usada: "àcid 12-octadecanoic") sempre es basa en la numeració "C".
La notació Δx,y,... s'utilitza tradicionalment per a especificar un àcid gras amb dobles enllaços a les posicions x,y, ... (La lletra grega majúscula "Δ" (delta) correspon a la "D" de l'alfabet llatí, per Doble enllaç). Així, per exemple, l'àcid araquidònic, de 20 carbonis, és Δ5,8,11,14, és a dir, té dobles enllaços entre els carbonis 5 i 6, 8 i 9, 11 i 12, 14 i 15.
En el context de la dieta humana i el metabolisme dels greixos, els àcids grassos insaturats sovint es classifiquen per la posició del doble enllaç més proper entre el carboni ω (només), fins i tot en cas de múltiples dobles enllaços com en els àcids grassos essencials. Així, l'àcid linoleic (18 carbonis, Δ9,12), àcid γ-linolènic (18 carbonis, Δ6,9,12) i l'àcid araquidònic (20 carbonis, Δ5,8,11,14) es classifiquen tots com a àcids grassos "ω−6"; el que significa que la seva fórmula acaba aixÍ: CH
3–CH
2–CH
2–CH
2–CH
2–CH=CH–.
Els àcids grassos amb un nombre senar d'àtoms de carboni s'anomenen àcids grassos de cadena senar, mentre que la resta són àcids grassos de cadena parell. La diferència és rellevant per a la gliconeogènesi.

### Nomenclatura dels àcids grassos. Resum
La següent taula descriu els sistemes més habituals de designar els àcids grassos.
| Nomenclatura  | Exemples                                               | Explicació |
| ------------- | ------------------------------------------------------ | --- |
| Trivial       | Àcid oleic                                             | Els noms trivials (o noms comuns) són noms històrics no sistemàtics, que són el sistema de denominació més utilitzat en la literatura. Els àcids grassos més comuns tenen noms trivials a més dels seus noms sistemàtics (vegeu més avall). Aquests noms sovint no segueixen cap patró, però són concisos i sovint sense ambigüitats. |
| Sistemàtic    | Àcid cis-9-octadecenoic Àcid (9Z)-octadec-9-enoic      | Els noms sistemàtics (o noms IUPAC) deriven de les regles estàndard de la IUPAC, publicades el 1979, juntament amb una recomanació publicada específicament per als lípids el 1977. La numeració dels àtoms de carboni comença des de l'extrem carboxílic de la cadena de la molècula. Els enllaços dobles s'etiqueten amb notació cis-/trans- o E-Z, si escau. Aquesta notació és generalment més farragosa que la nomenclatura comuna, però té l'avantatge de ser tècnicament més clara i descriptiva. |
| Δx            | cis-Δ9, cis-Δ12 Àcid cis,cis-9,12-Octadecadienoic      | En la nomenclatura Δx (or delta-x), cada doble enllaç s'indica amb Δx, on el doble enllaç comença a l'x-èsim enllaç carboni-carboni, comptant des de l'extrem carboxílic de la cadena de la molècula. Cada doble enllaç va precedit d'un prefix cis o trans, que indica la configuració de la molècula al voltant de l'enllaç. Per exemple, l'àcid linoleic s'anomena àcid "cis-Δ9,cis-Δ12octadecadienoic". Aquesta nomenclatura té l'avantatge de ser menys detallada que la nomenclatura sistemàtica, però no és tècnicament més clara o descriptiva. |
| n−x (o ω−x)   | n−3 (o ω−3)                                            | La nomenclatura n−x (n menys x; o també ω−x o omega−x) d'una banda proporciona noms per a compostos individuals i, d'altra, els classifica per les seves probables propietats biosintètiques en animals. Un doble enllaç es troba al x-èsim enllaç carboni-carboni, comptant des del grup metil oposat al grup carboxil de la molècula. Per exemple, l'àcid α-linolènic es classifica com un àcid gras n-3 o omega-3 i, per tant, és probable que comparteixi una via biosintètica amb altres compostos d'aquest tipus. La notació ω−x, omega−x o simplement "omega" és habitual en textos nutricionals d'abast popular, però per als documents tècnics la IUPAC l'ha declarat obsoleta en favor de la notació n−x. Les vies biosintètiques d'àcids grassos més investigades són n−3 i n−6. |
| Codi de lípid | 18:3 18:3n3 18:3, cis,cis,cis-Δ9,Δ12,Δ15 18:3(9,12,15) | Els codis de lípid prenen la forma C:D, on C és el nombre d'àtoms de carboni de l'àcid gras i D és el nombre de dobles enllaços que té. Si D és 2 o més, cal suposar que els dobles enllaços estan separats per grups CH 2, és a dir, a intervals de 3 àtoms de carboni al llarg de la cadena. Per exemple, l'àcid α-linolènic és un àcid gras 18:3 i els seus tres enllaços dobles es troben a les posicions Δ9, Δ12, i Δ15. Aquesta notació pot ser ambigua, ja que alguns àcids grassos diferents poden tenir els mateixos valors C:D. Per això, quan existeix ambigüitat, aquesta notació s'acostuma a combinar amb un terme Δx or n−x. Per exemple, tot i que l'àcid α-linolènic i l'àcid γ-linolènic són tots dos 18:3, es poden descriure sense ambigüitats com àcids grassos 18:3n3 i 18:3n6, respectivament. Amb el mateix propòsit, la IUPAC recomana utilitzar una llista de posicions de doble enllaç entre parèntesis, annexa a la notació C:D. Per exemple, la notació recomanada per la IUPAC per als àcids α- i γ-linolènic són 18:3(9,12,15) i 18:3(6,9,12), respectivament. |

## Tipus d'àcids grassos
Segons la presència o absència d'enllaços dobles entre els àtoms de carboni, es poden distingir els següents tipus d'àcids grasos:
- Àcids grassos saturats. No hi ha dobles enllaços entre els àtoms de carboni; acostumen a ser sòlids a temperatura ambient. Solen ser d'origen animal (per exemple, mantega) però també ho són l'oli de palma i l'oli de coco. Es consideren perjudicials, si es prenen en grans quantitats, per a la salut.
- Àcids grassos insaturats. Existeix un o més enllaços dobles entre els àtoms de carboni. Solen ser líquids a temperatura ambient. Se solen trobar als vegetals i al peix blau. En principi, si hom no els modifica per a canviar-ne les propietats (àcid gras trans), són cardiosaludables i preferibles als saturats.

### Tipus d'àcids grassos saturats
Es poden dividir entre els de cadena curta, amb molècules curtes que formen greixos volàtils, i els de cadena llarga, amb molècules majors, i conseqüentment sòlids a temperatura ambient. Aquests darrers són la majoria.

### Tipus d'àcids grassos insaturats

#### Segons el nombre d'insaturacions
Els àcids grassos insaturats, segons el nombre de dobles enllaços o insaturacions, es poden dividir en:
- Àcids grassos monoinsaturats: Els que tenen un sol enllaç doble en tota la cadena. Són líquids però solidifiquen amb temperatures no gaire baixes, per exemple, a la nevera. N'és un exemple l'oli d'oliva.
- Àcids grassos poliinsaturats: Els que tenen més d'un enllaç doble al llarg de la cadena. Són líquids també a temperatures fredes. N'és un exemple l'oli de gira-sol o de soja.

#### Segons la isomeria de la insaturació
Els àcids grassos insaturats, segons la isomeria del doble enllaç o insaturació es poden dividir en:
- Àcids grassos cis: els àtoms d'hidrogen dels dos carbonis que comparteixen el doble enllaç estan situats a la mateixa banda de la cadena, això produeix que la molècula no sigui recta sinó que presenti un colze a cada un dels enllaços cis. És l'estructura natural de la majoria de greixos insaturats tal com els trobem a la natura. Són cardiosaludables i bons pel colesterol.
- Àcids grassos trans: els àtoms d'hidrogen dels dos carbonis que comparteixen el doble enllaç estan situats en cantons oposats. Aquestes molècules són rectes, sense colzes, cosa que fa que algunes de les seves propietats, encara que la composició química sigui igual, siguin diferents de les molècules idèntiques però amb enllaços cis. Els enllaços trans es poden forçar artificialment, a partir dels àcids cis, per obtenir àcids trans. Tenen les propietats físiques (molècula linear recta, greix sòlid a temperatura ambient, etc.) i nutritives (no cardiosaludable, obesitat, colesterol, etc.) dels saturats. Es troben a la margarina i als productes elaborats industrials.

#### Segons la posició de la primera insaturació
Els àcids grassos insaturats, es poden dividir en grups segons la posició del primer doble enllaç o insaturació, d'entre ells es poden destacar:
- Àcids Omega-3: Es diu omega tres perquè el seu primer doble enllaç està en antepenúltima posició (és a dir: posició 3, començant pel darrere) a la cadena d'hidrocarburs que forma la molècula de l'àcid gras. Un exemple és el greix dels peixos blaus o el de les nous. Són líquids a temperatura ambient i es consideren cardiosaludables.
- Àcids Omega-6: amb el primer doble enllaç en la posició 6 començant pel final. Es troben també a les nous, cereals, pa integral, etc. Solen interaccionar amb els Omega-3 per a potenciar-ne l'efecte. Alguns els atribueixen també alleujament en inflamacions de tipus reumàtic o menstrual.[5]
- Àcids Omega-9: amb el primer doble enllaç en la posició 9 començant pel final. El més conegut és potser l'àcid oleic, pressent a l'oli d'oliva. Interaccionen amb els Omega-3 i els Omega-6. Sembla que també poden alleujar inflamacions.[5]

## Àcids grassos essencials
Els àcids grassos essencials (AGE) són aquells àcids grassos que l'organisme humà no pot sintetitzar i que per tant ha d'aportar directament per mitjà de la menja d'organismes que els continguin o bé que continguin els precursors, si són aquests els que no pot sintetitzar, perquè a partir d'ells sí que pugui sintetitzar-los. En general, ni els humans ni altres molts mamífers són capaços de sintetitzar, per exemple, alguns àcids grassos poliinsaturats amb les insaturacions properes a la fi de la molècula. D'altra banda, la ingesta d'aquests àcids grassos s'ha de fer amb moderació, ja que el seu excés s'emmagatzema al cos en forma de triacilglicerols.

## Àcids grassos monocarboxílics

### Àcids grassos saturats.
A continuació hi ha una graella amb el nom comú d'alguns àcids i la fórmula molecular amb el nombre de carbonis i algunes arrels lingüístiques dels noms comuns.
| Àcids     | nC | Fórmula        | Arrel lingüística         |
| --------- | -- | -------------- | ------------------------- |
| Butíric   | 4  | CH₃(CH2)₂COOH  | butyrum(Mantega)          |
| Caproïc   | 6  | CH₃(CH2)₄COOH  | Capra (Cabra)             |
| Caprílic  | 8  | CH₃(CH2)₆COOH  | Capra (Cabra)             |
| Càpric    | 10 | CH₃(CH2)₈COOH  | Capra (Cabra)             |
| Làuric    | 12 | CH₃(CH2)10COOH | Laurus (Llorer)           |
| Mirístic  | 14 | CH₃(CH2)₁₂COOH | Myristica (Nou moscada)   |
| Palmític  | 16 | CH₃(CH2)14COOH | Palmier (Francès Palmera) |
| Esteàric  | 18 | CH₃(CH2)16COOH | στέαρ (Stéar - gr. carn)  |
| Araquídic | 20 | CH₃(CH2)18COOH | Arachis (cacaua)          |
| Behènic   | 22 | CH₃(CH2)20COOH | Oli de Behen              |

### Àcids grassos insaturats.
[ Article principal ]
Els àcids grassos insaturats són aquells àcids grassos, de molècules linears, als quals hi ha almenys un doble enllaç a la seva cadena de carbonis. Si només tenen un doble enllaç es diuen monoinsaturats mentre que si en tenen més són poliinsaturats.

## Àcids dicarboxílics
[ Article principal ]
En química orgànica es denomina àcid dicarboxílic a aquell compost d'estructura carbonada que està substituït per dos grups funcionals tipus carboxil. Per això, la seva fórmula respon a HOOC-R-COOH, on R sol correspondre a un grup alquil, alquenil o alquilí.
| Àcids    | nC | Fórmula         | Arrel lingüística                                       |
| -------- | -- | --------------- | ------------------------------------------------------- |
| Malònic  | 3  | HOOCCH₂COOH     | Malus (gr. poma)                                        |
| Succínic | 4  | HOOC(CH₂)₂COOH  | succinum (gr.ambre)                                     |
| Glutàric | 5  | HOOC(CH₂)₃COOH  |                                                         |
| Adípic   | 6  | HOOC(CH₂)₄COOH  | Adipos                                                  |
| Pimèlic  | 7  | HOOC(CH₂)₅COOH  |                                                         |
| Subèric  | 8  | HOOC(CH₂)₆COOH  | llatí, Suber, suro                                      |
| Azelaic  | 9  | HOOC(CH₂)₇COOH  | Azot + Elaion (llengües romàniques, Nitrogen + gr. Oli) |
| Sebàcic  | 10 | HOOC(CH₂)₈COOH  | llatí, Sebum (greix sòlid, seu)                         |
| DDDA     | 12 | HOOC(CH₂)10COOH |                                                         |

## Identificació i determinació
La prova d'emulsió és un mètode per determinar la presència de lípids mitjançant la química humida. El procediment consisteix a suspendre la mostra en etanol, permetent que els lípids presents es dissolguin (els lípids són solubles en alcohols). A continuació, el líquid (alcohol amb greix dissolt) es decanta a aigua. Com que els lípids no es dissolen a l'aigua mentre que l'etanol sí, quan l'etanol es dilueix, cau de la solució per donar una emulsió blanca tèrbola.
Determinació dels àcids grassos de cadena curta en una mostra. A través de l'obtenció dels èsters metílics dels àcids grassos per reacció amb una solució d'hidròxid de potassi en alcohol metílic i la seva detecció cromatogràfica posterior.
Mètodes de quantificació i determinació de l'estructura molecular també són proposats mitjançant espectroscòpia de ressonància magnètica de protons.